# 早川亜友子
早川 亜友子（はやかわ あゆこ、1944年10月24日 - ）は、岩手県出身の日本の女優。かつては宝井プロジェクトに所属していた。身長158 cm。特技は東北弁。

## 出演

### 映画
- 「ジャズ大名」（1986年4月19日）
- 「Aサインデイズ」（1989年6月9日）
- 「われに撃つ用意あり」（1990年11月17日）
- 「国会へ行こう!」（1993年5月1日）
- 「スパイ・ゾルゲ」（2003年6月14日）

### テレビドラマ
- 「心はロンリー気持ちは「…」」（フジテレビ）
- 「サザエさん」（フジテレビ） - 主婦 役
- 「日本一短い「母」への手紙」（日本テレビ） - 農婦 役
- 「たたかうお嫁さま」（日本テレビ） - 句会のメンバー 役
- 「早春スケッチブック」第1話（1983年1月7日、フジテレビ）
- 連続テレビ小説（NHK）
  - 「おしん」第103話（1983年8月1日） - 客 役
  - 「チョッちゃん」（1987年4月6日 - 10月3日）- 女主人 役
  - 「君の名は」第157話・第161話（1991年9月30日・10月4日） - かつぎ屋 役
- 「私鉄沿線97分署」第1話（1984年10月28日、テレビ朝日）
- 「コカ・コーラTVスペシャル 風にむかってマイウェイ」（1984年11月12日、TBS） - 母親たち 役
- 大河ドラマ（NHK）
  - 「春の波涛」
    - 第1話「自由は死せず」（1985年1月6日） - 女中 役
    - 第8話「門出の宴」（1985年2月24日） - 仲居 役

  - 「いのち」第31話（1986年8月3日） - 治助の家族 役
  - 「八代将軍吉宗」第30話（1995年8月6日） - 長左衛門の妻 役
- 月曜ドラマランド「意地悪お手伝いさん」第3作（1985年1月21日、フジテレビ）
- 「パパはニュースキャスター」第3話（1987年1月23日、TBS） - オバさん 役
- 火曜サスペンス劇場「冷たいのがお好き」（1987年4月14日、日本テレビ）
- 「意地悪ばあさんスペシャル…そして伝説へ!」（1988年4月6日、フジテレビ）
- 「結婚する手続き」最終話（1988年10月22日、NHK）
- 「キツイ奴ら」第7話（1989年2月15日、TBS）
- 土曜ワイド劇場（テレビ朝日）
  - 「出雲3号0713の殺意」（1989年5月6日）
  - 「悪女の季節」（1990年12月15日）
  - 「事件」第3作（1995年6月24日）
- 「ハロー!グッバイ」第5話（1989年5月12日、日本テレビ）
- 男と女のミステリー「街」（1989年4月21日、フジテレビ）
- ドラマチック22「ごきげんよう!横断歩道でつかまえて」（1990年6月30日、TBS）
- 火曜ミステリー劇場「豆腐屋直次郎の裏の顔」第2作（1991年1月22日、テレビ朝日）
- 「世にも奇妙な物語」（フジテレビ）
  - 「40年」（1991年10月3日）
  - 「いいかげん」（1992年6月11日）
- 「怪談 KWAIDAN」（1992年8月21日、フジテレビ）
- 「パパっ子ちゃん」（1993年3月29日 - 6月25日、日本テレビ）
- 月曜ドラマスペシャル「赤い復讐」（1993年5月24日、TBS）
- 「はぐれ刑事純情派 第7シリーズ」第2話（1994年4月13日、テレビ朝日）
- 「夜鷹百両」（1994年9月11日、TBS）
- 「私は貝になりたい」（1994年10月31日、TBS）
- 「僕が彼女に、借金をした理由。」第4話（1994年11月4日、TBS）
- 「輝く季節の中で」第10話（1995年6月22日、フジテレビ）
- 「好きやねん」（1995年7月6日 - 9月21日、日本テレビ）
- 「百年の男」（1995年10月21日、NHK）
- 「官僚たちの夏」（1996年1月13日 - 1月27日、NHK） - 炭鉱夫の妻 役
- 「怪奇倶楽部」第22話（1996年6月6日、フジテレビ）
- 「もう我慢できない!」第5話（1996年7月30日、フジテレビ）
- 「流れ板七人」第8話（1997年3月6日、フジテレビ）
- 「川の見える病院から」（1997年3月18日、テレビ朝日）
- 「ふぞろいの林檎たちIV」第1話（1997年4月11日、TBS）
- 「夜逃げ屋本舗 第1シリーズ」第1話（1999年1月13日、日本テレビ） - 夜逃げする夫婦 役
- 「トリック」第1話（2000年7月7日、テレビ朝日） - 大田久子 役
- 「新宿暴走救急隊」第1話（2000年10月14日、日本テレビ）
- 「怖い日曜日〜2000〜」第19話（2000年11月12日、日本テレビ）
- 「プリティガール〜Pretty Girls〜」第1話（2002年1月9日、TBS） - 客 役
- 「天国への階段」第1話・第5話・第6話・第8話・第9話・第11話（2002年4月8日・5月6日・5月13日・5月27日・6月3日・6月17日、日本テレビ） - 繁子 役
- 「ツーハンマン」（2002年7月5日 - 9月20日、テレビ朝日） - 掃除のおばさん 役
- 「ヤンキー母校に帰る」第6話（2003年11月14日、TBS） - 寮母 役

### 特撮
- 「電光超人グリッドマン」第30話（1993年10月30日、TBS）